# Mil Mi-8
Mil Mi-8 (v kódu NATO „Hip“) je v SSSR vyvinutý víceúčelový dvoumotorový vrtulník klasického uspořádání s pětilistým nosným a třílistým vyrovnávacím rotorem. Jedná se o jeden z nejrozšířenějších vrtulníků na celém světě. První prototyp pokusného stroje V-8 ještě s jedním motorem AI-24V a čtyřlistým rotorem (Hip-A) vzlétl 9. června 1961, prototyp konečné dvoumotorové verze (Hip-B) pak 17. září 1962. Vrtulník dostal roku 1964 větší rotorovou hlavu a jeho sériová výroba byla zahájena koncem roku 1965. Patří mezi nejvíce vyráběné helikoptéry a výroba probíhá dodnes. Sloužil nebo slouží zhruba v 50 státech celého světa (včetně České republiky) pro vojenské i civilní účely.

## Verze

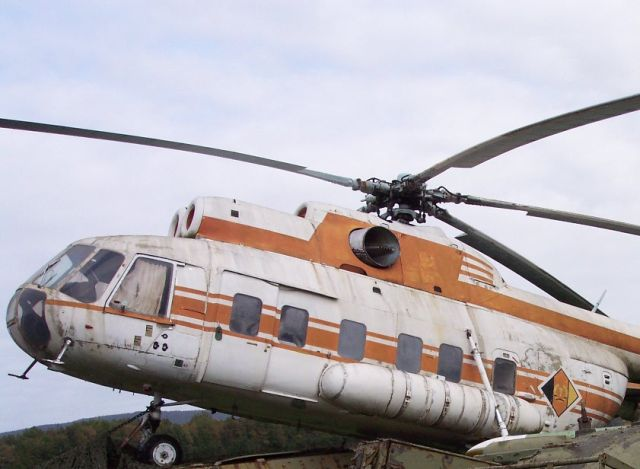
Mi-8S

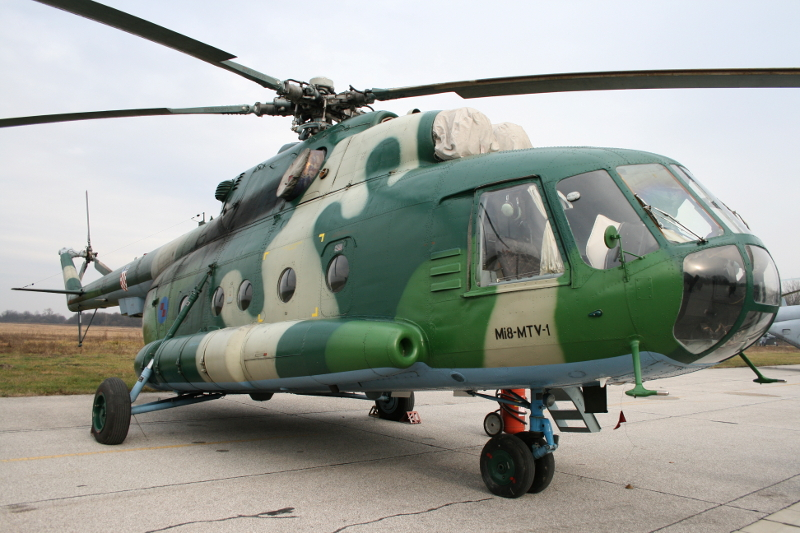
Mi-8MTW-1

- Mi-8 – první sériová verze vyrobená v počtu asi 1000 kusů.
- Mi-8T – dopravní verze všeobecného použití určená především pro přepravu nákladu v kabině a v podvěsu. V kabině může přepravovat náklad až do 4000 kg a na vnějším závěsu pod trupem až do 3000 kg. Boční sklopná sedadla umožňují přepravu 24 osob. Tuto verzi lze upravit na sanitní vrtulník nebo pro záchranné práce Ve vojenské verzi slouží jako výsadkový vrtulník a na zbraňových závěsnících může nést 128 neřízených raket a nebo jinou výzbroj.
- Mi-8P – osobní verze. V klimatizované kabině může přepravovat až 28 cestujících.
- Mi-8S – salónní provedení osobní verze pro 9 nebo 11 cestujících.
- Mi-8TB – těžký bitevní vrtulník s pohyblivým 12,7mm kulometem v přídi a vnějšími závěsy pro 6 bloků neřízených raket UB-32-57 (32 raket S-5 ráže 57 mm). Na koncích zbraňových nosičů je po dvou odpalovacích rampách pro dvojici protitankových střel 9M-17P (AT-2 Swatter) s maximálním doletem 3500 m.
- Mi-8TBK – exportní verze schopná nést 6 protitankových střel 9M-14M (AT-3 Sagger).
- Mi-8VKP/Mi-9 – létající velitelské stanoviště.
- Mi-8PPA – verze pro vedení radioelektronického boje.
- Mi-8MT/Mi-17 – všechny verze s příponou M jsou též označovány jako typ Mi-17. Označení Mi-17 se používá pro export. Jedná se o vylepšený Mi-8 z roku 1976 s výkonnějšími motory TV3-117MT 2x 1435 kW, s navigačním a informačním systémem a moderními spojovacími prostředky. Dále je vybaven účinnými prostředky ochrany proti protiletadlovým řízeným střelám s infračervenou naváděcí soustavou. Může být též osazen povětrnostním radarem, který může sloužit i pro navigaci. Na boky trupu je možno zavěsit zbraňové nosiče pro šest závěsníků, na které lze zavěsit raketové bloky UB-32-57 (6x 32 střel S-5 ráže 57 mm) nebo B-8-V20 (6x 20 střel S-8 ráže 80 mm) a další výzbroj.
- Mi-17P – zmodernizovaný Mi-8PPA s plošnými anténami namísto antén s křížovými prvky.
- Mi-17Z2 – verze se dvěma páry kontejnerů nesoucích pasivní elektronickou detekční aparaturu.
- Mi-17-1VA – létající nemocnice z roku 1989. V nákladovém prostoru je malý operační sál.
- Mi-17M – modernizovaná verze Mi-17 s motory TV3-117 VM (2x 1545 kW).
- Mi-18 – prodloužená verze Mi-8 o 1m, která má zatahovací podvozek (přední kolo polozatahovací jako u Mi-24 a kola hlavního podvozku byla ukotvena v jakýchsi pahýlech na boku trupu a zatahovala se naplocho k podélné ose trupu (jako u vrtulníku AgustaWestland AW109), dále byly odstraněny nádrže na bocích trupu a nádrž přemístěna do spodní části trupu, nosnost byla zvýšena z 4000kg na 5000kg a byly zabudovány nové motory TV3-117MT o výkonu 1425 kW, sériově se ovšem nevyrábí.
- Mi-8MTB-2 – oproti Mi-17 M má dodatečné pancéřování pilotní kabiny vnějšími deskami a zlepšenou ochranu hydraulických soustav.
- Mi-8MTB-5/Mi-17MD – verze z poloviny 90 let. Má zcela nově tvarovanou příď do níž může být zastavěn povětrnostní radar. Může přepravovat 36-40 plně vyzbrojených vojáků. Vnější závěs má nosnost 5000 kg a standardní naviják 300 kg. Dolet s instalací vnějších palivových nádrží je 1600 km. Stroj může nouzově přistát i na vodní hladině, protože je vybaven plovákovým systémem, který se nafoukne do 10 sekund a udrží vrtulník na vodní hladině déle než 30 minut.

## Mi-8AMT (Mi-171)

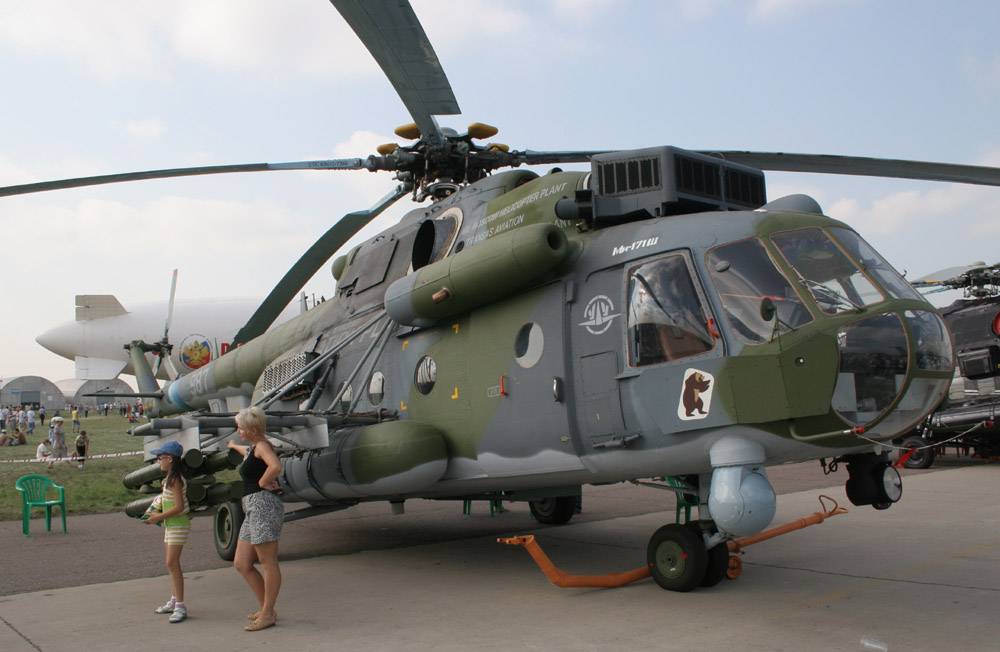
Vrtulník Mil Mi-171 na výstavě MAKS 2007

Civilní vrtulníky Mi-8AMT (exportní označení Mi-171) a vojenské Mi-8AMTŠ (Mi-171Š) jsou nejmodernější verze vrtulníku Mi-8, které byly sestrojeny v polovině 90. let. Stroj vyrábí Ulan-udský letecký závod, ležící ve městě Ulan-Ude poblíž Bajkalského jezera.
Vrtulník Mi-171 je opatřen dvěma výkonnými motory TV3-117VM s vylepšenými charakteristikami při provozu ve velkých výškách nebo v prostředí s vysokou teplotou vzduchu. V nově řešené zádi se nachází hydraulicky sklopná nájezdová rampa, která umožňuje rychleji i bezpečněji nakládat nebo vykládat materiál než původní nájezdové můstky. Dále zde mohou být instalovány dva palubní jeřáby, umožňující snadnější manipulaci s nákladem. Stroj má moderní přístrojové vybavení, zařízení pro systém nočního vidění, odpovídač civilního identifikačního systému, 6 vnějších závěsníků pro celou škálu výzbroje, pancéřování pilotní kabiny i důležitých agregátů. Kromě toho může být vybaven celou škálou dalšího moderního vybavení.
V rámci deblokace ruského dluhu vůči ČR získala Armáda České republiky od roku 2005 16 kusů těchto strojů, vyrobených v sibiřském Ulan-udském leteckém závodě. V září 2007 byl za přítomnosti náměstka ministryně obrany Ing. Františka Padělka a obchodního rady Ruské federace podepsán kontrakt o provedení modernizace vrtulníků Mi-171Š mezi LOM PRAHA s.p. a FGUP Rosoboronexport.

## Specifikace (Mi-8T)

### Technické údaje
- Posádka: 3 (pilot, druhý pilot, letový inženýr)
- Užitečná zátěž:
  - 24 cestujících nebo
  - 12 nosítek a sedadlo pro 1 lékařskou obsluhu nebo
  - 3 000 kg uvnitř/venku
- Průměr rotoru: 21,29 m
- Délka: 18,17 m
- Výška: 5,65 m
- Plocha rotoru: 356 m²
- Prázdná hmotnost: 7 260 kg
- Hmotnost (naložen): 11 100 kg
- Maximální vzletová hmotnost: 12 000 kg
- Pohonná jednotka: 2× turbohřídelový motor Klimov TV3-117Mt, každý o výkonu 1 454 kW

### Výkony
- Maximální rychlost: 260 km/h
- Praktický dostup: 4 500 m
- Dolet: 450 km
- Přeletový dolet: 960 km

### Výzbroj
- Do 1 500 kg (3,300 lb) v jednorázových zásobnících na šesti závěsech, včetně 57 mm raket S-5, pum, nebo střel 9M17 Phalanga.

## Uživatelé
- Arménie, Ázerbájdžán, Afghánistán, Alžírsko, Angola, Bangladéš, Bělorusko, Bulharsko, Česko, Čína, Egypt, Finsko, Guyana, Chorvatsko, Indie, Irák, Írán, Izrael[5], Jemen, Kambodža, Keňa, Kuba, Madagaskar, Maďarsko, Mexiko, Mongolsko, Mosambik, Německo, Nikaragua, Pákistán, Polsko, Rumunsko, Rusko, Slovensko, Súdán, Sýrie, Srí Lanka, Tádžikistán, Thajsko, Uganda, Ukrajina, Vietnam, Zambie.

## Nehody a incidenty
- 31. srpna 2024: Na Kamčatce se při vyhlídkovém letu zřítil Mi-8Т, zahynulo všech 22 osob na palubě.[6]